# 太阳系最高山峰列表
以下为太阳系各星球上已知的最高山峰列表，羅列星球上的各類型之最高峰。位於火星上高达22公里的盾状火山－奥林帕斯山是太阳系所有行星中的最高山峰。在1971年它被发现之后的40年中，奥林帕斯山一直是太阳系中已知的最高峰。然而在2011年发现小行星灶神星的雷亚希尔维亚盆地的中央峰具有與其相仿的高度。

奥林帕斯山，太阳系中最高的山，与地球上的珠穆朗玛峰和茂纳凯亚火山对比（在此所示高度为基准面或海平面以上部分，与下面给出的底部至顶部高度不同）。

## 列表
由于缺乏精确的平均基准面定义，在此给出的高度为底部到峰顶距离。海平面以上山峰高度仅在地球，可能还有土卫六上可用。在其他星球上，如有足够可用于计算的数据，则可使用等势面或参考椭球上方的峰值高程，但情况往往并非如此。
| 星球   | 最高峰                          | 山底到山峰高度                      | 占半径比 | 发源           | 备注 |
| ------ | ------------------------------- | ----------------------------------- | -------- | -------------- | --- |
| 水星   | 卡洛里山脈                      | ≤ 3公里（1.9英里）                  | 0.12     | 撞击           | 形成于卡洛里撞击 |
| 金星   | 斯卡迪山 (麦克斯韦山脉中的山丘) | 6.4公里（4英里） (高于平均线11公里) | 0.11     | 构造           | 可能因含硫化铅的金属“金星雪”缘故，雷达显示出明亮的斜坡。。                                                                             |
| 金星   | 馬特山                          | 约4.9公里（3英里）                  | 0.081    | 火山           | 金星上最高的火山 |
| 地球   | 茂纳凯亚火山和茂纳洛亚火山      | 10.2公里（6.3英里）                 | 0.16     | 火山           | 其中高出海平面4.2公里（2.6英里） |
| 地球   | 哈莱阿卡拉火山                  | 9.1公里（5.7英里）                  | 0.14     | 火山           | 高出海平面3.1公里 |
| 地球   | 泰德峰                          | 7.5公里（4.7英里）                  | 0.12     | 火山           | 高出海平面3.7公里 |
| 地球   | 麦金利山                        | 5.3-5.9公里（3.3-3.7英里）          | 0.093    | 构造           | 陆地上从山脚至山巅最高的山丘 |
| 地球   | 珠穆朗玛峰                      | 3.6-4.6公里（2.2-2.9英里）          | 0.072    | 构造           | 北坡4.6公里，南坡3.6公里，海拨最高（8.8公里）（但不是从底部到顶部山脉中最高的）。                                                      |
| 月球   | 惠更斯山                        | 5.5公里（3.4英里）                  | 0.32     | 撞击           | 形成于雨海撞击 |
| 月球   | 哈德利山                        | 4.5公里（2.8英里）                  | 0.26     | 撞击           | 形成于雨海撞击 |
| 月球   | 吕姆克山                        | 1.3公里（0.81英里）                 | 0.063    | 火山           | 月球上最大的火山构造 |
| 火星   | 奥林帕斯山                      | 21.9公里（14英里）                  | 0.65     | 火山           | 高出1000公里外的北方大平原26公里，山顶火山口大小60x80公里，深达3.2公里，周围边缘陡坡高达8公里。而一般盾状火山，平均山体坡度只有5.2度。 |
| 火星   | 阿斯克劳山                      | 14.9公里（9.3英里）                 | 0.44     | 火山           | 三座塔尔西斯山中最高的 |
| 火星   | 埃律西昂山                      | 12.6公里（7.8英里）                 | 0.37     | 火山           | 埃律西昂火山区最高的火山 |
| 火星   | 阿尔西亚山                      | 11.7公里（7.3英里）                 | 0.35     | 火山           | 山顶破火山口尺寸108至138公里（67至86英里）                                                                                             |
| 火星   | 帕弗尼斯山                      | 8.4公里（5.2英里）                  | 0.25     | 火山           | 山顶破火山口深4.8公里（3英里） |
| 火星   | 安西瑞斯山                      | 6.2公里（3.9英里）                  | 0.18     | 撞击           | 形成于希腊撞击，为火星上非火山类山峰中最高。                                                                                           |
| 火星   | 埃俄利斯山 (“夏普山”)           | 4.5-5.5公里（2.8-3.4英里）          | 0.16     | 堆积和侵蚀作用 | 形成于盖尔撞击坑中的沉积物堆积，好奇号火星车自2014年11月以来一直往上行驶。                                                             |
| 灶神星 | 雷亞希爾維亞盆地中央峰          | 220                                 | 8.4      | 撞击           | 宽约200公里（120英里），另见：太阳系最大撞击坑列表                                                                                     |
| 谷神星 | 阿胡拉山                        | 4公里（2.5英里）                    | 0.85     | 冰火山         | 相对平坦区域内孤立的陡峭穹丘，最陡峭一侧的最大高度约为5公里，大约位于谷神星上最大撞击盆地的对跖点上。                                  |
| 木卫一 | 南博阿索利山脈                  | 17.5-18.2公里（10.9-11.3英里）}     | 1.0      | 构造           | 东南侧有一道15公里（9英里）高的悬崖 |
| 木卫一 | 爱奥尼亚山东脊                  | 约12.7公里（7.9英里）               | 0.70     | 构造           | 有弯曲的双脊形状 |
| 木卫一 | 优卑亚山脉                      | 10.3-13.4公里（6.4-8.3英里）        | 0.74     | 构造           | 西北侧山体滑坡留下2.5万公里3碎屑坡 |
| 木卫一 | 无名山(西经245度、南纬30度)     | 约2.5公里（1.6公里）                | 0.14     | 火山           | 木卫一众多火山中最高的一座，呈非典型的圆锥状                                                                                           |
| 土卫一 | 赫歇尔撞击坑 中央峰             | 约7公里（4英里）                    | 3.5      | 撞击           | 另见：太阳系最大撞击坑列表 |
| 土卫四 | 贾尼科洛皱脊                    | 1.5公里（0.9英里）                  | 0.27     | 构造           | 周围地壳凹陷约0.3公里。 |
| 土卫六 | 米斯林山脉                      | ≤ 3.3公里（2.1英里）                | 0.13     | 构造           | 可能是由于全球收缩而形成 |
| 土卫六 | 末日山                          | 1.45公里（0.9英里）                 | 0.056    | 冰火山         | 毗邻索特拉光斑，有一处1.7公里（1.1英里）深的坍塌特征。                                                                                 |
| 土卫八 | 赤道脊                          | 约20公里（12英里）                  | 2.7      | 不确定         | 尚未测量过单座山峰 |
| 天卫四 | 未命名 ("侧翼山脉")             | 约11公里（7英里）                   | 1.4      | 撞击 (?)       | “航行者2号”交汇后不久，给出了6公里的高度值。                                                                                           |
| 冥王星 | 丹增山脉 "T2"峰                 | ~6.2公里（3.9）英里                 | 0.52     | 地壳构造 (?)   | 由水冰构成，取名自丹增诺盖 |
| 冥王星 | 皮卡尔山                        | ~5.5公里（3.4英里）                 | 0.46     | 冰火山 (?)     | 纵横约220公里，中央凹陷深11公里。 |
| 冥王星 | 莱特山                          | ~4.7公里（2.9英里）                 | 0.40     | 冰火山 (?)     | 纵横约160公里，山顶凹陷直径~56公里，深4.5公里。                                                                                        |
| 卡戎   | 巴特勒山                        | ≥4.5公里（2.8英里）                 | 0.74     | 地壳构造 (?)   | 南部平原—武尔坎平原，有几座孤立的山峰，可能是倾斜的地壳块体。                                                                          |
| 卡戎   | 桃乐斯撞击坑中央峰              | ~4公里（2.5英里）                   | 0.66     | 撞击           | 卡戎最大的北极撞击盆地-桃乐斯撞击坑，直径约240公里，深6公里。                                                                          |

### 按高度排序的最高山脉
- 奥林帕斯山 72000英尺（22000米）
- 赤道脊 65617英尺（20000米）
- 南博阿索利山 59711英尺（18200米）
- 阿斯克劳山 49000英尺（15000米）
- 爱奥尼亚山 41667英尺（12700米）
- 埃律西昂山 41338英尺（12600米）
- 阿尔西亚山 38386英尺（11700米）
- 侧翼山脉 36089英尺（11000米）
- 斯卡迪山 35105英尺（10700米）
- 优卑亚山脉 34449英尺（10500米）
- 茂纳凯亚火山 33464英尺（10200米）
- 哈莱阿卡拉火山 29856英尺（9100米）
- 珠穆朗玛峰 29029英尺（8848米）
- 帕弗尼斯山 28543英尺（8700米）
- 泰德峰 24606英尺（7500米）
- 赫歇尔峰 22966英尺（7000米）
- 安西瑞斯山 20341英尺（6200米）
- 丹增山脉 20341英尺（6200米）
- 麦金利峰 20310英尺（6190米）
- 乞力马扎罗山 19341英尺（5895米）
- 惠更斯山 18045英尺（5500米）
- 埃俄利斯山 18045英尺（5500米）
- 皮卡尔山 18045英尺（500米）
- 馬特山 16076英尺（4900米）
- 莱特山15420英尺（4700米）
- 哈德利山 14764英尺（4500米）
- 巴特勒山 14764英尺（4500米）
- 阿胡拉山 13500英尺（4100米）
- 桃乐斯峰13123英尺（米）
- 米斯林山脉 10948英尺（3337米）
- 卡洛里山脈 9843英尺（3000米）
- 木卫一无名峰 8202英尺（2500米）
- 贾尼科洛皱脊 4921英尺（100米）
- 末日山 4757英尺（1450米）
- 吕姆克山 4265英尺（1300米）

## 图集
以下图片根据山底到山峰的高度按降序排列

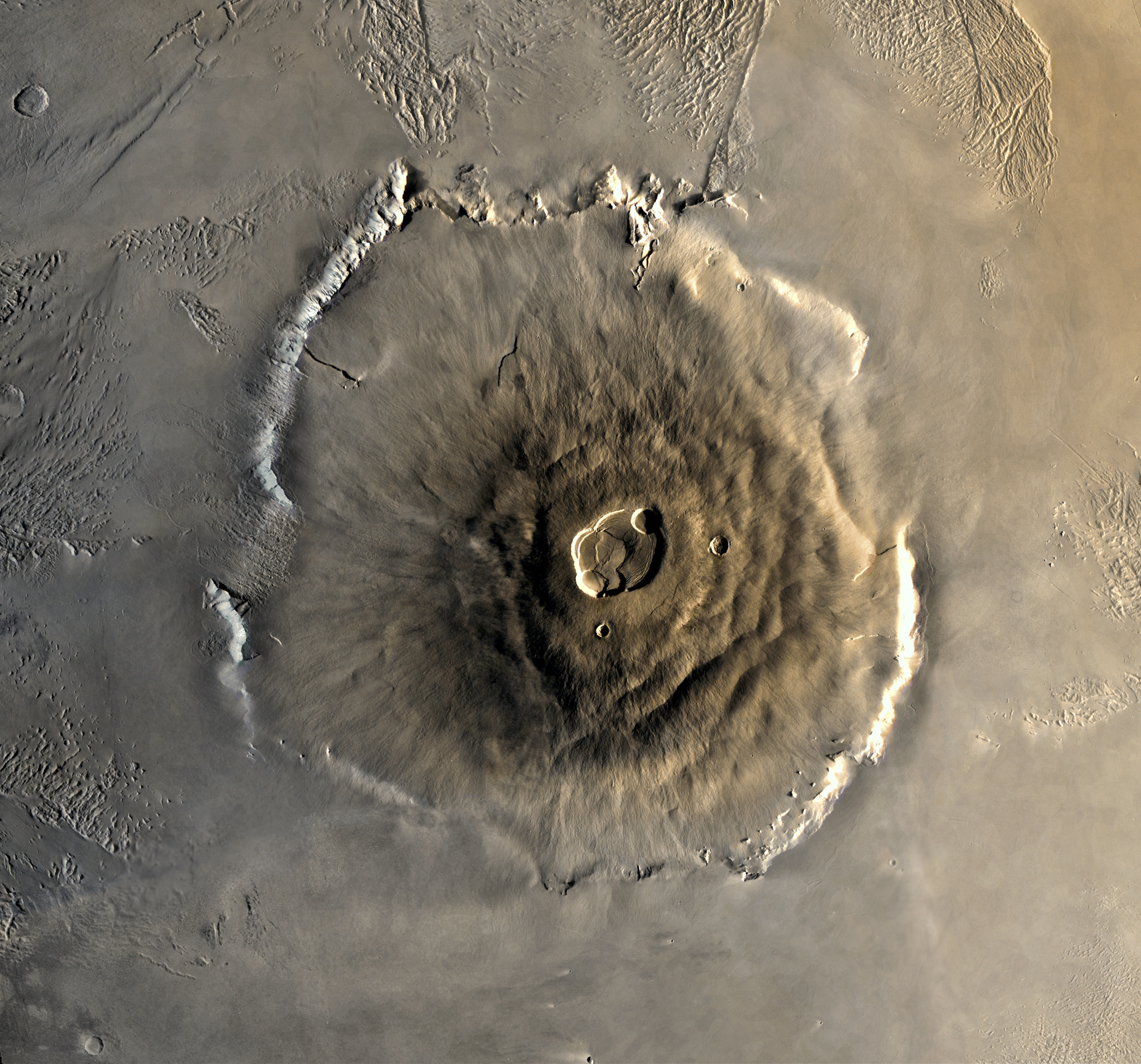
1978年“海盗1号”拍摄的火星奥林帕斯山
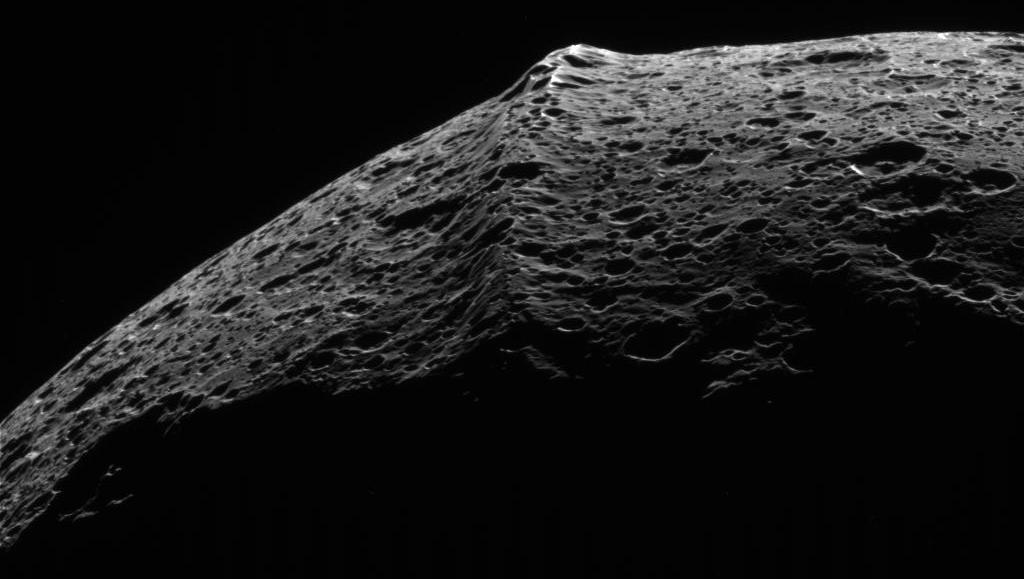
“卡西尼号”拍摄的土卫八赤道脊
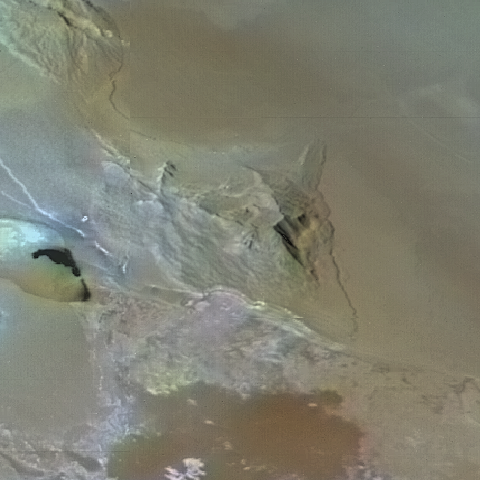
“海盗1号”拍摄的木卫一最高的“南”博阿索利山脉照片
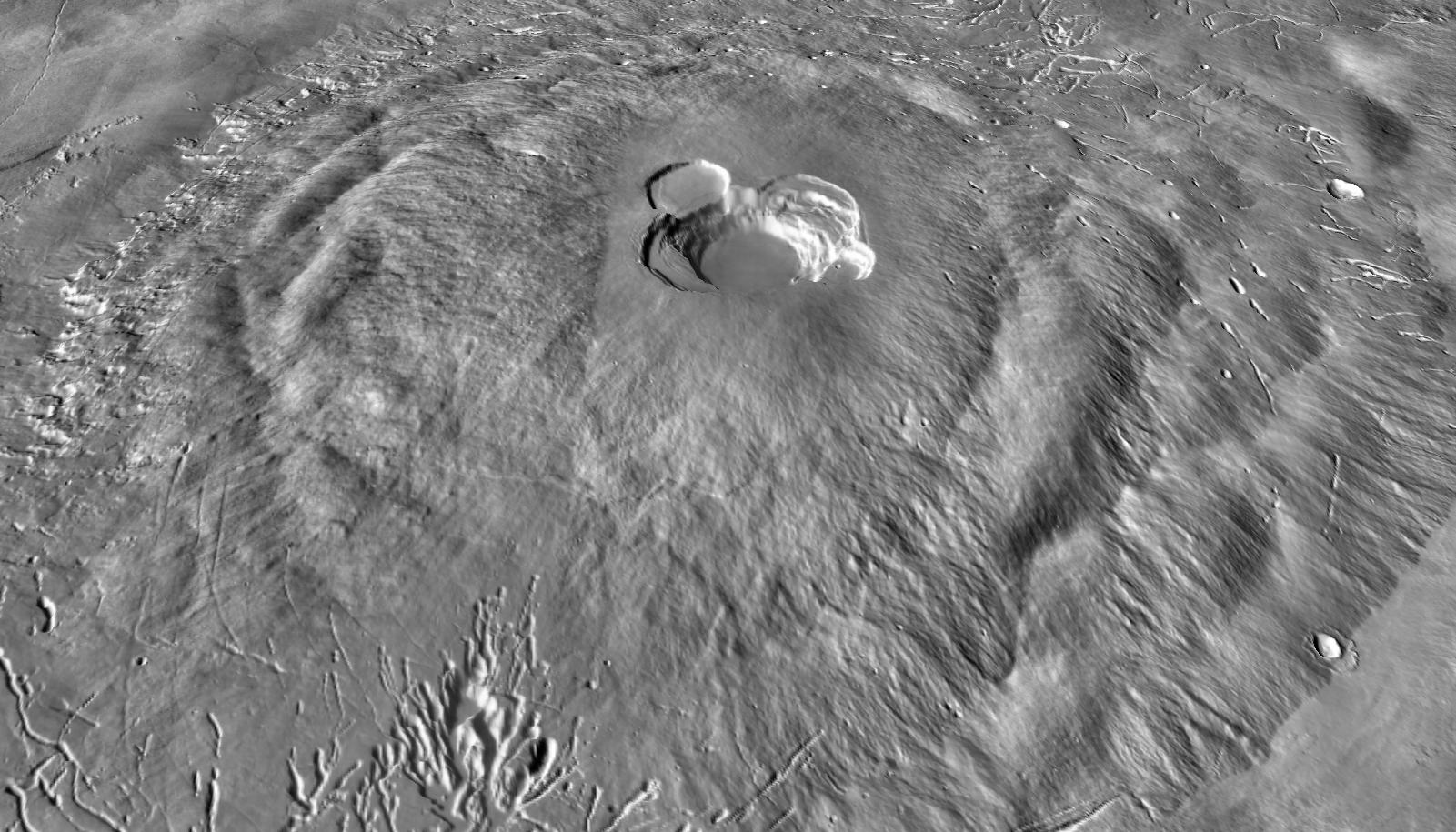
火星阿斯克劳山（热辐射成像系统红外与火星轨道器激光高度计测高合成图）
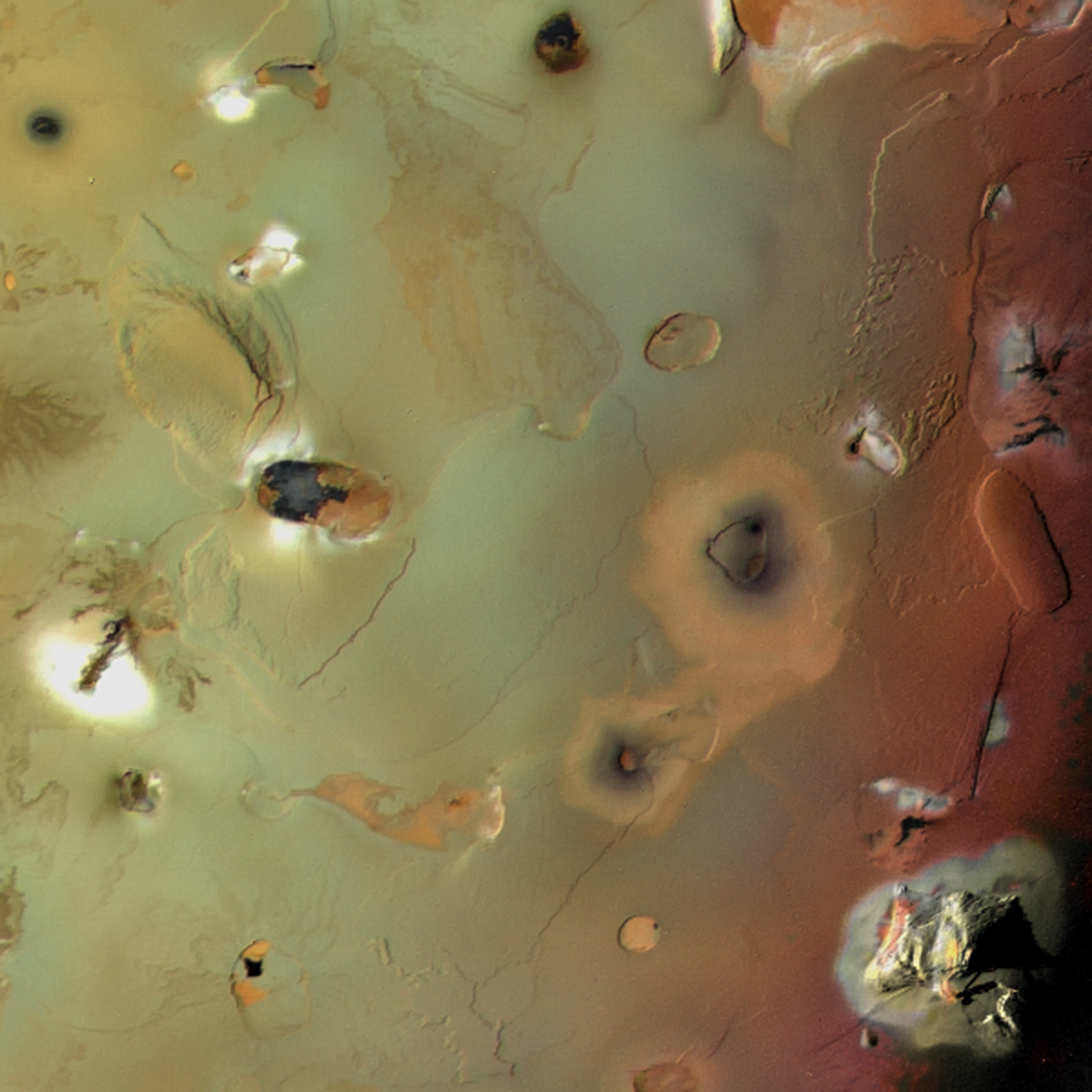
木卫一优卑亚山脉(左上角下方)和海摩斯山脉(右下角)，左侧为北。
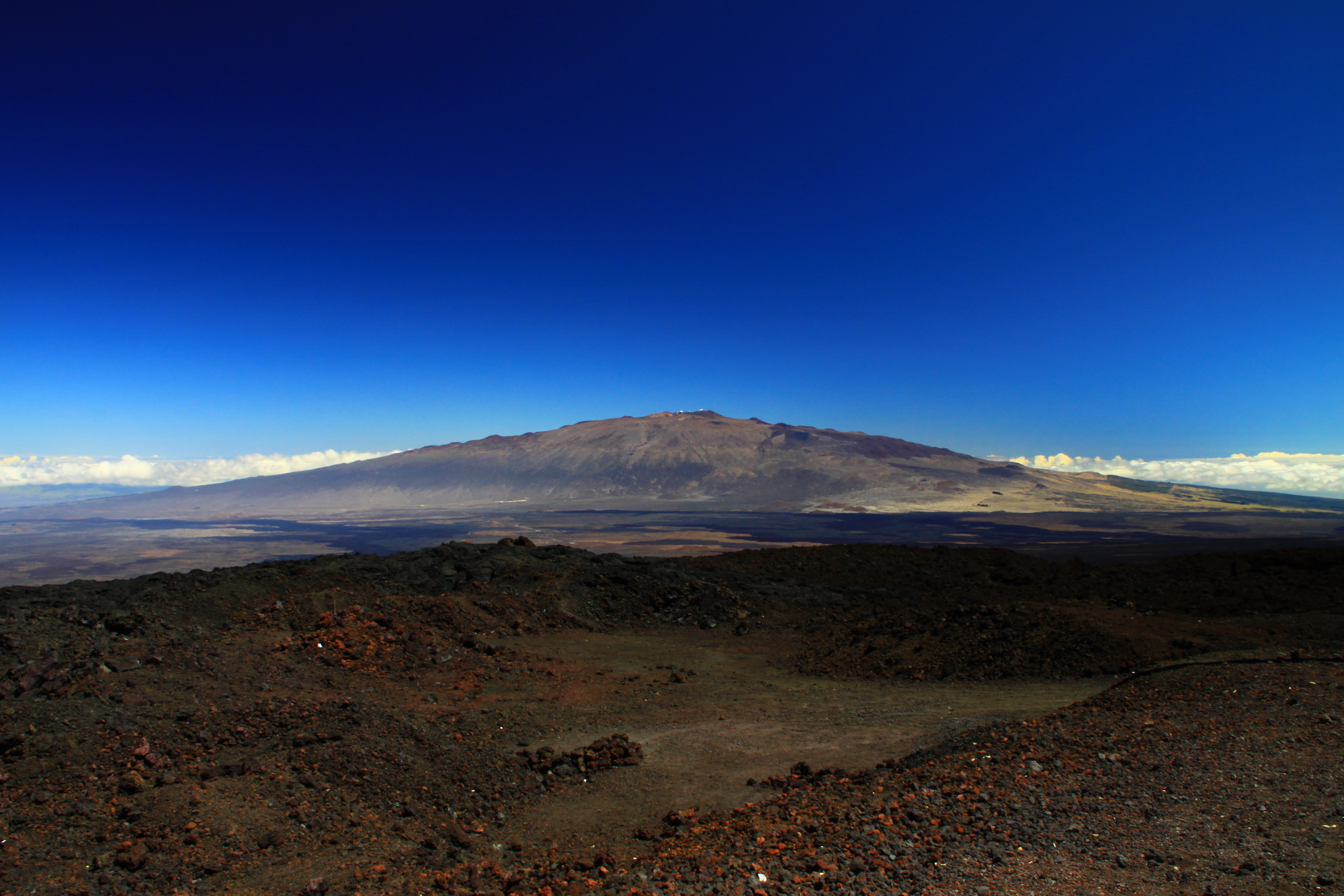
夏威夷岛茂纳洛亚火山之一的茂纳凯亚火山
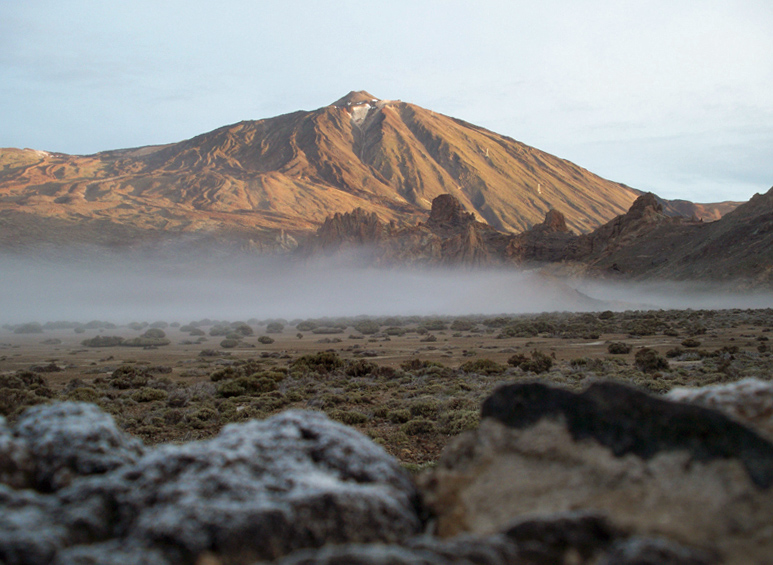
加那利群岛泰德峰
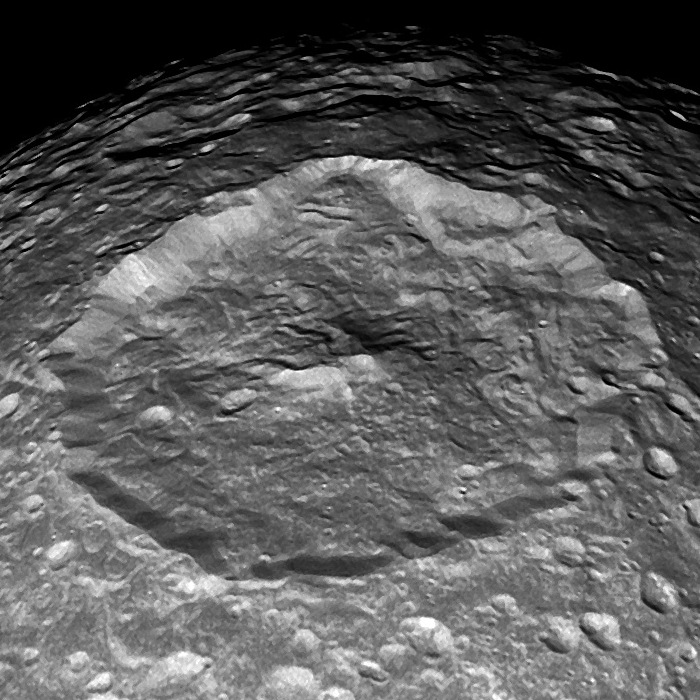
“卡西尼号”拍摄的土卫一赫歇尔撞击坑及中央峰照片。
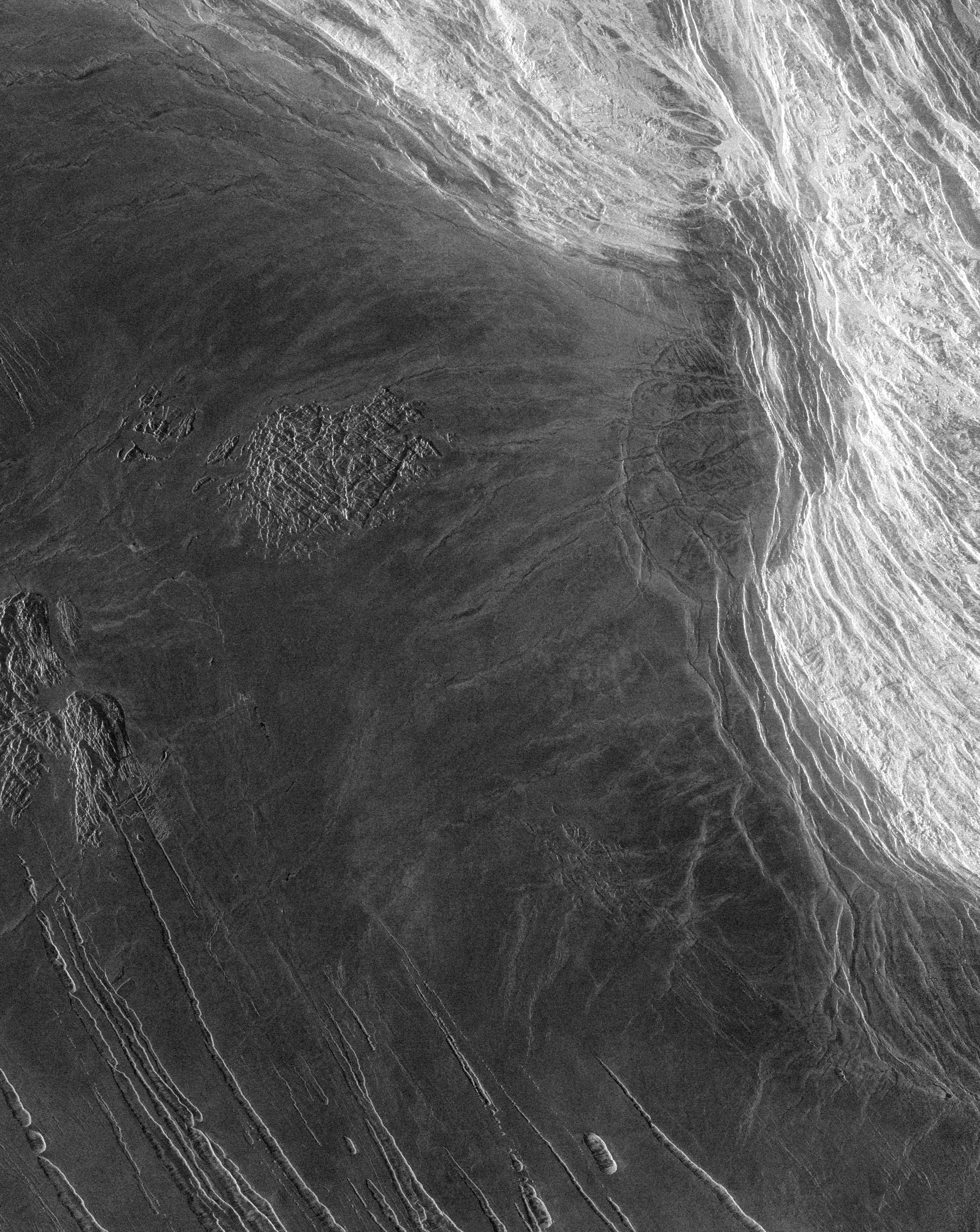
“麦哲伦号”合成孔径雷达获取的金星麦克斯韦山脉上的斯卡迪山图像
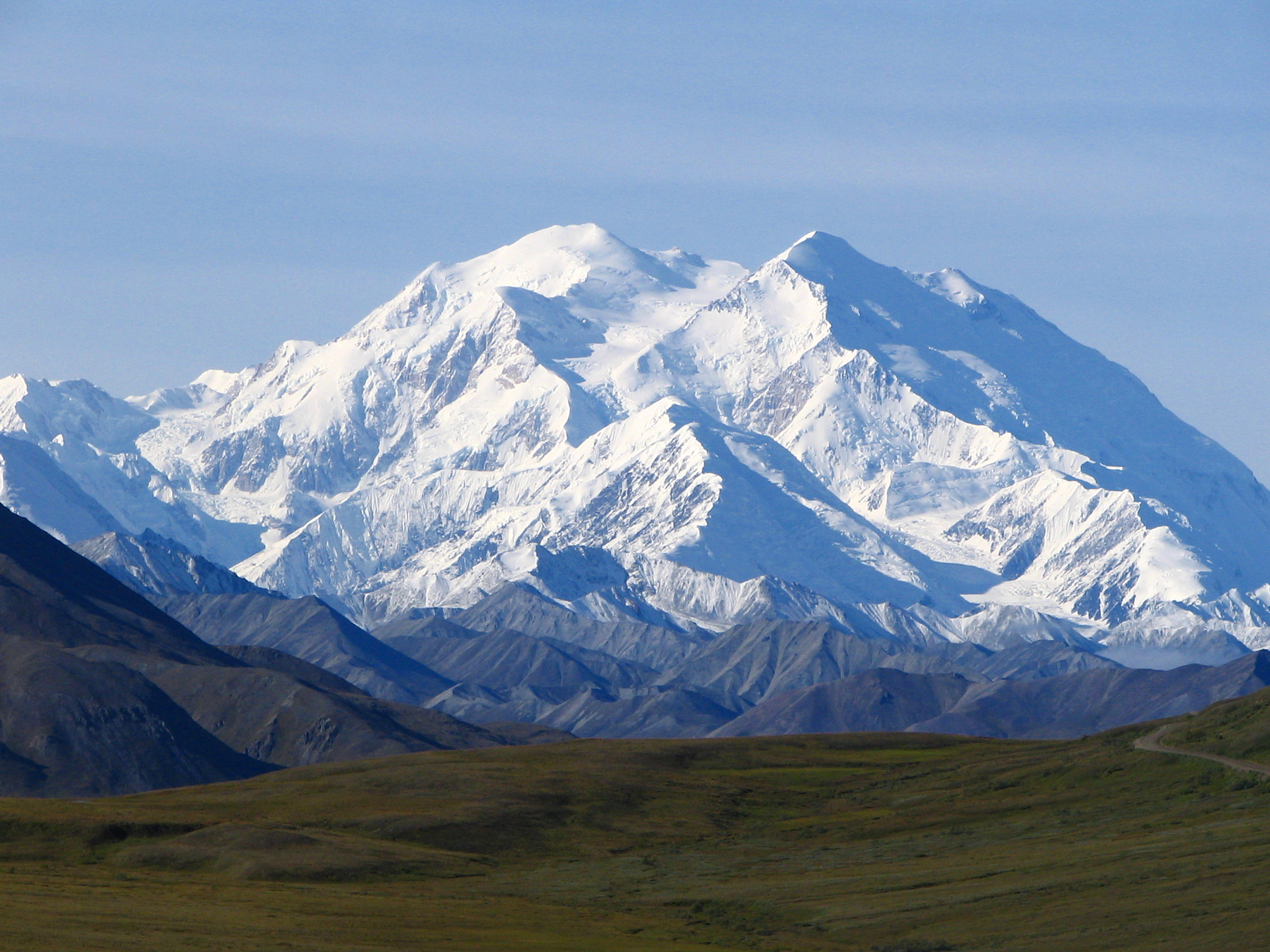
阿拉斯加州迪纳利（麦金利山）
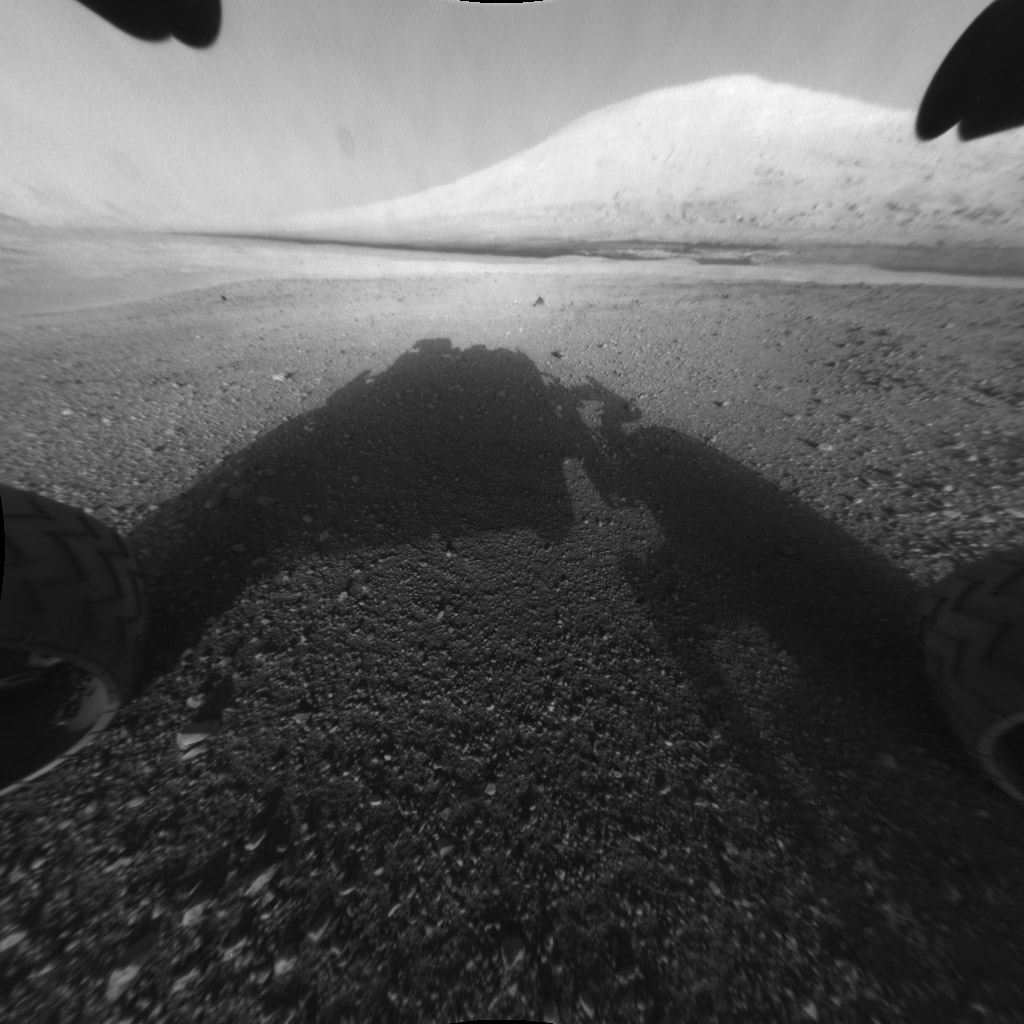
火星埃俄利斯山(“夏普山”)（2012年8月6日“好奇号”火星车拍摄）[n 14]
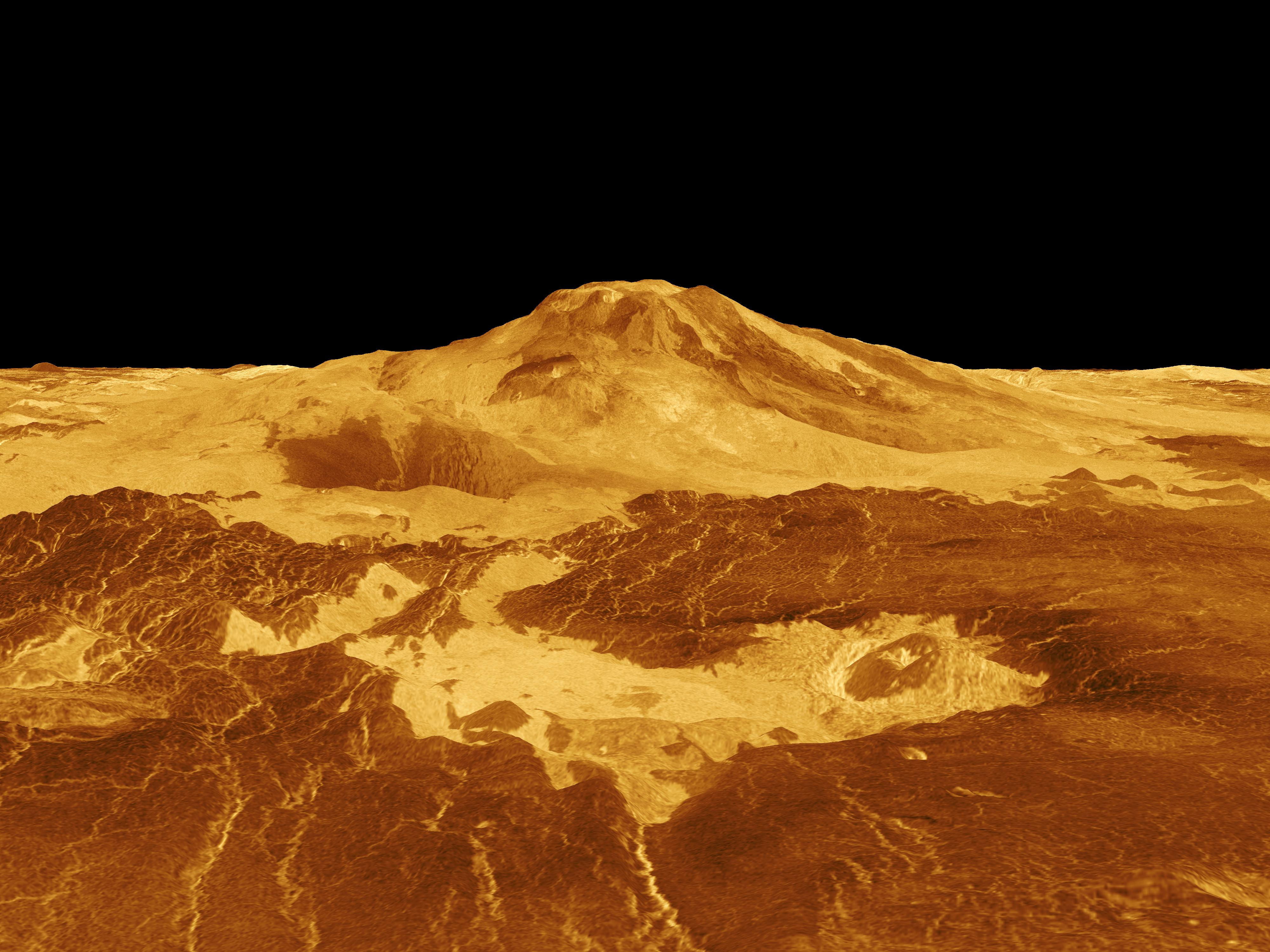
金星马特山（雷达成像加测高）
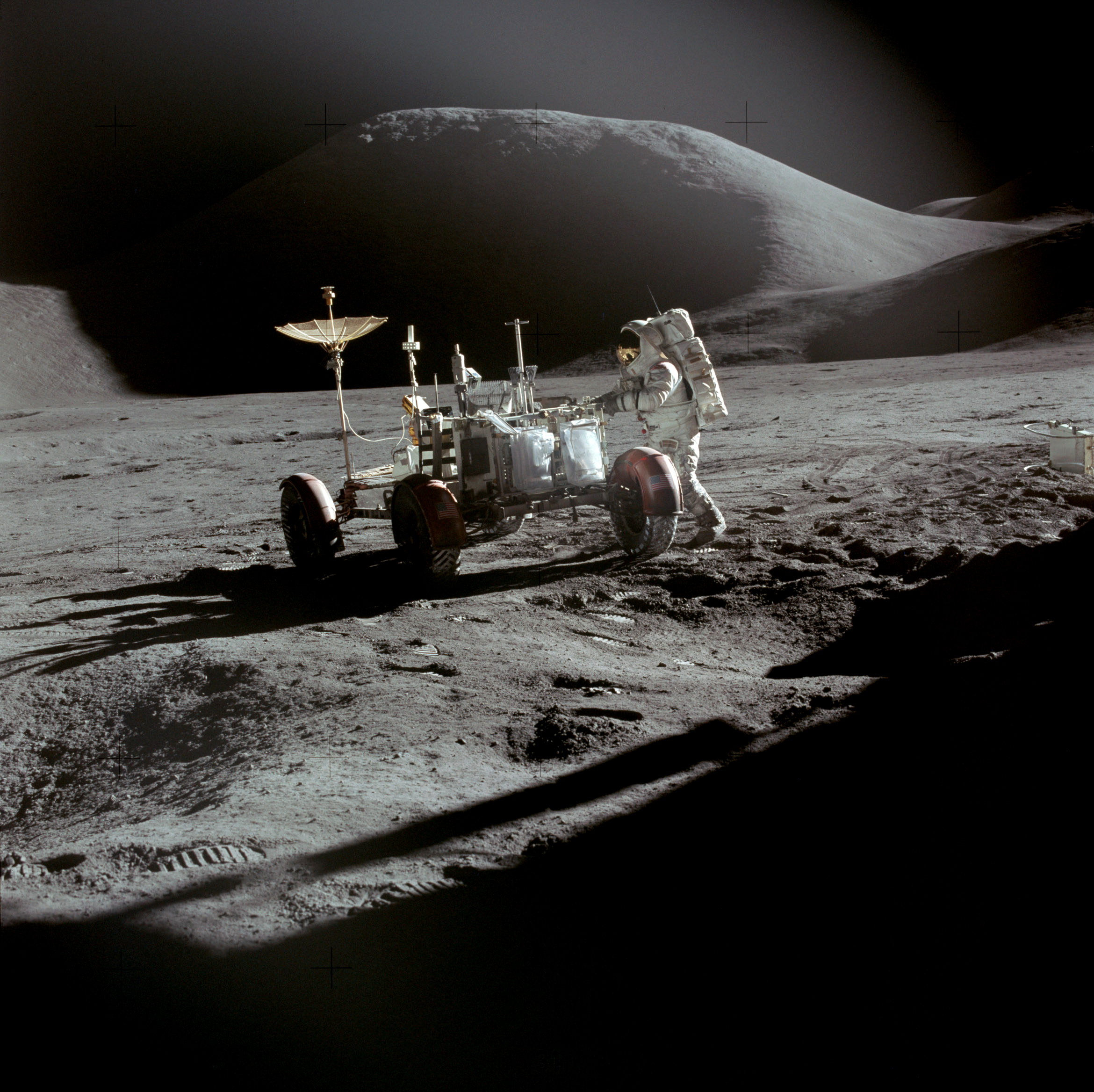
月球哈德利山，靠近1971年阿波罗15号着陆点。
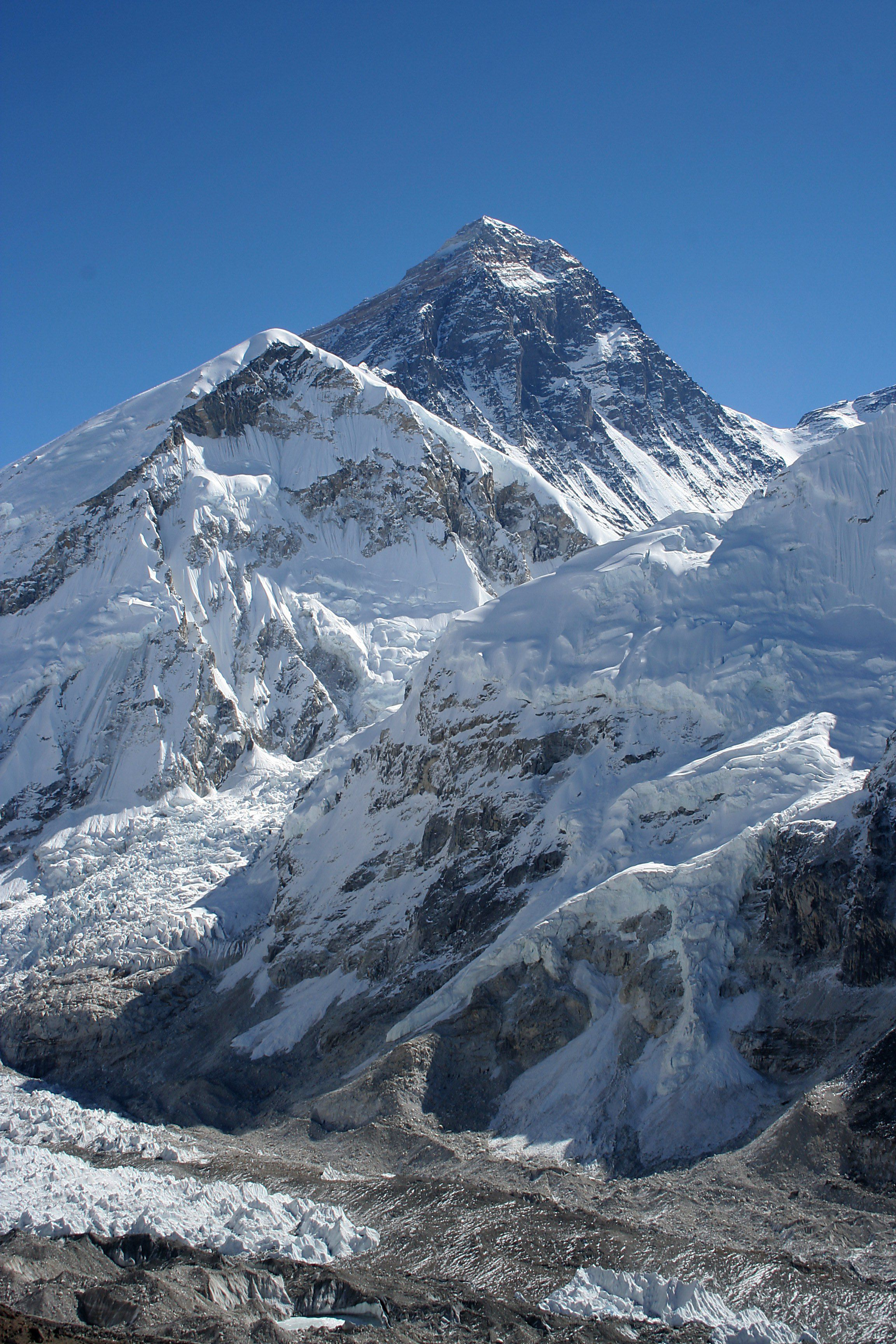
位于尼泊尔/西藏交界的珠穆朗玛峰(萨加玛塔峰/珠穆朗玛峰)
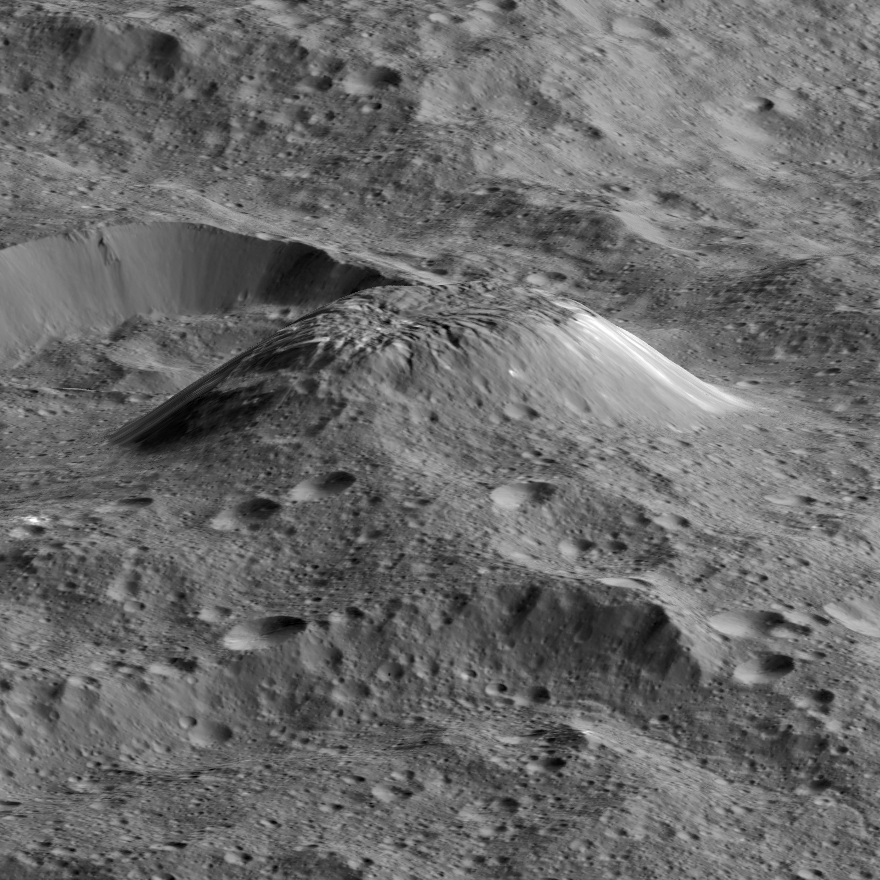
黎明号拍摄的谷神星阿胡拉山
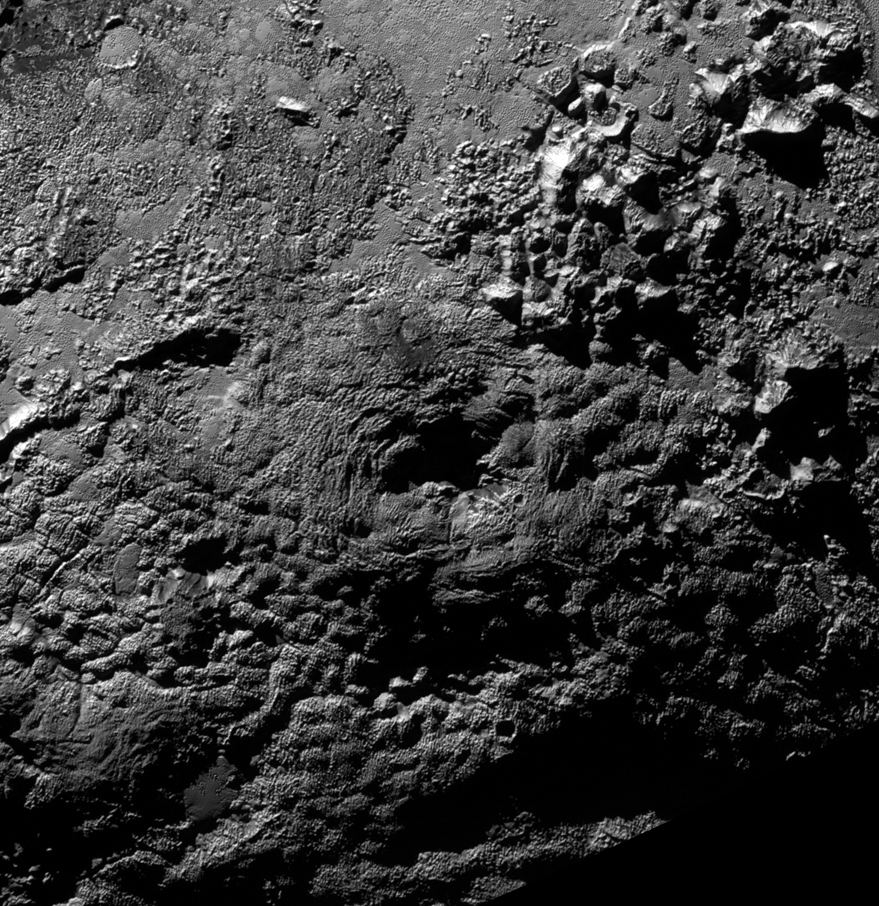
冥王星上可能的冰火山莱特山，显示出中央凹陷
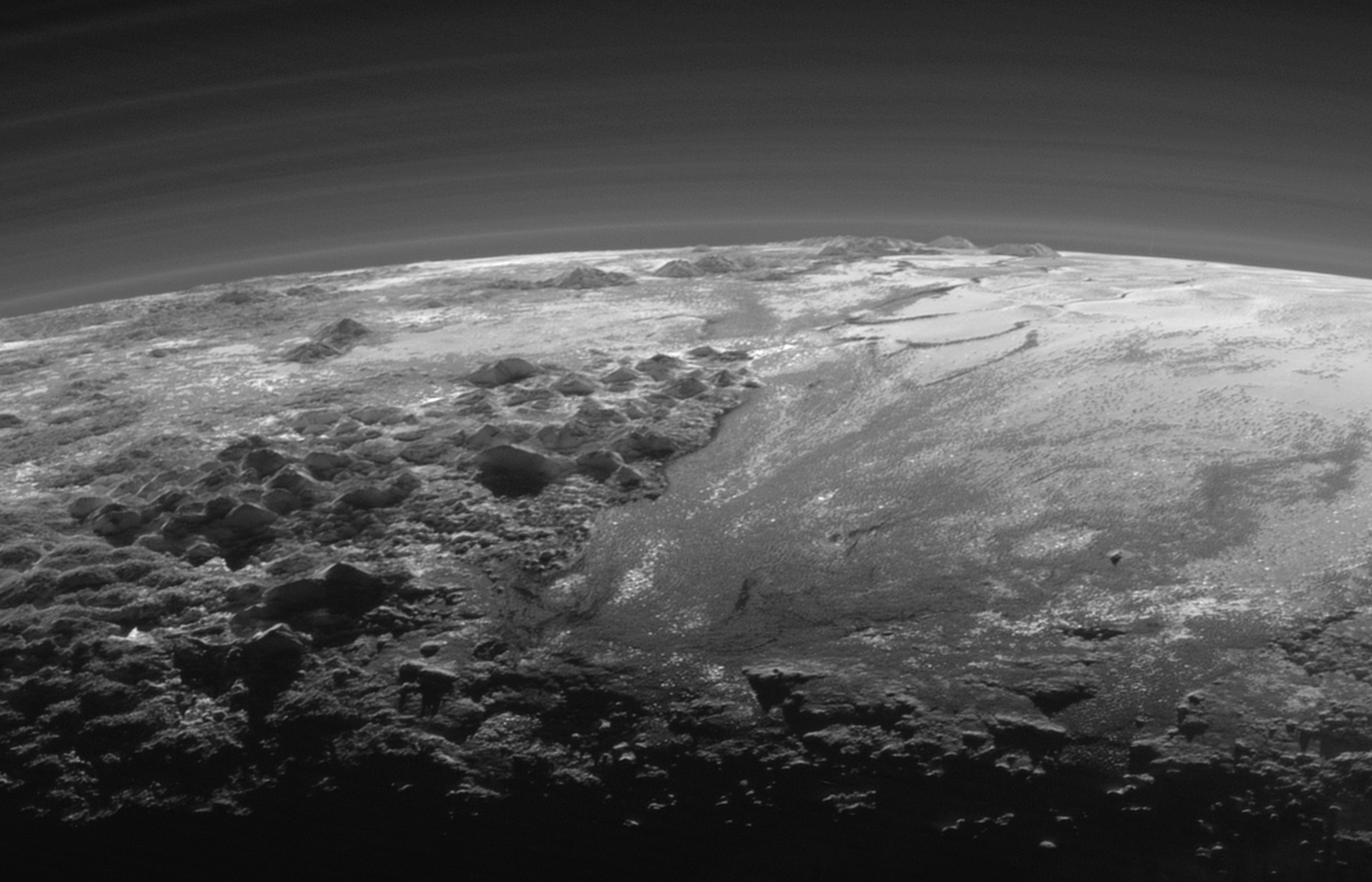
“新视野号”拍摄的冥王星视图，左边前景中为丹增山脉（图中前面），位于地平线上的是希拉里山脉。
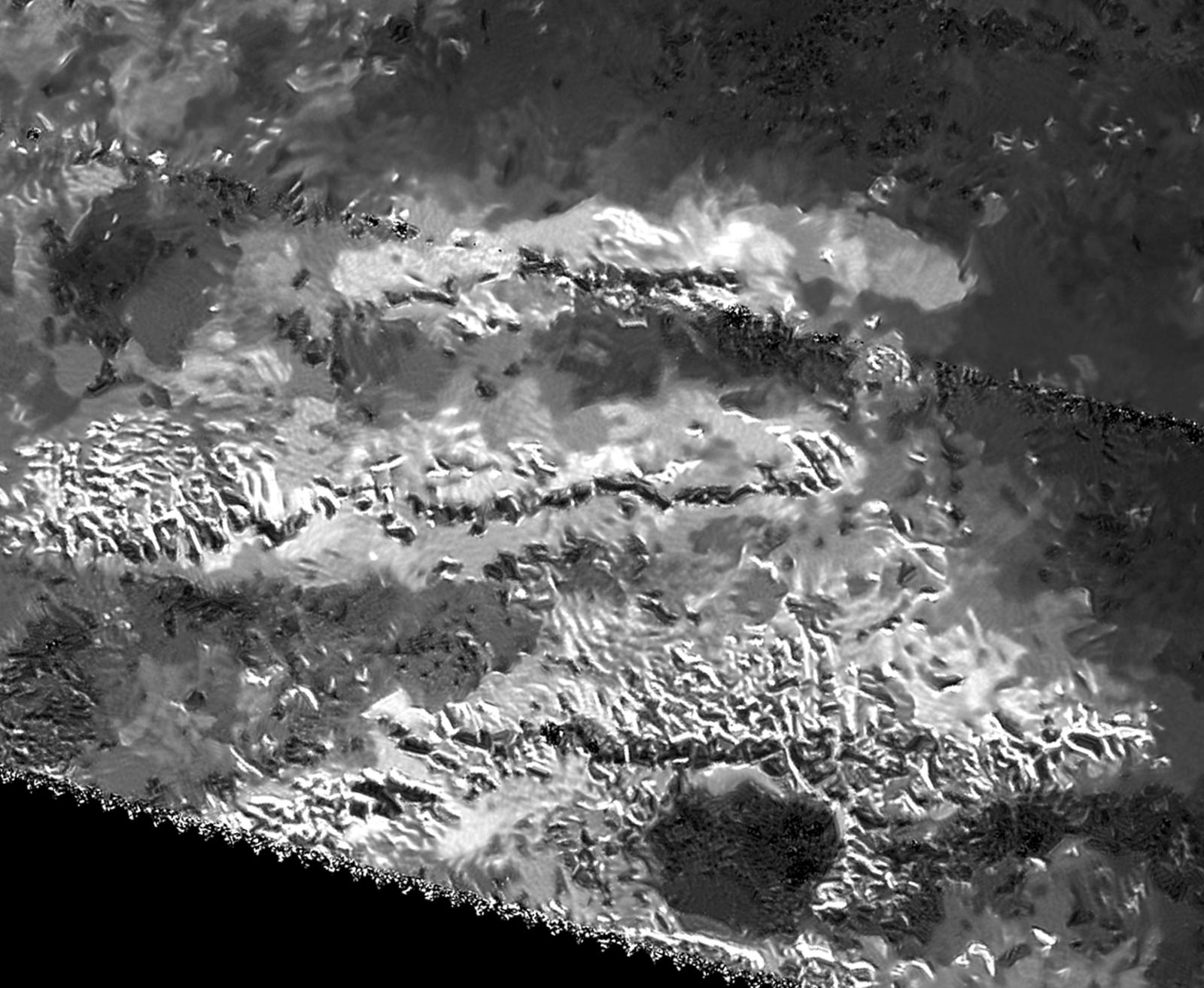
卡西尼-惠更斯号显示的土卫六米斯林山脉合成孔径雷达图像，显示了三道平行的山脊。
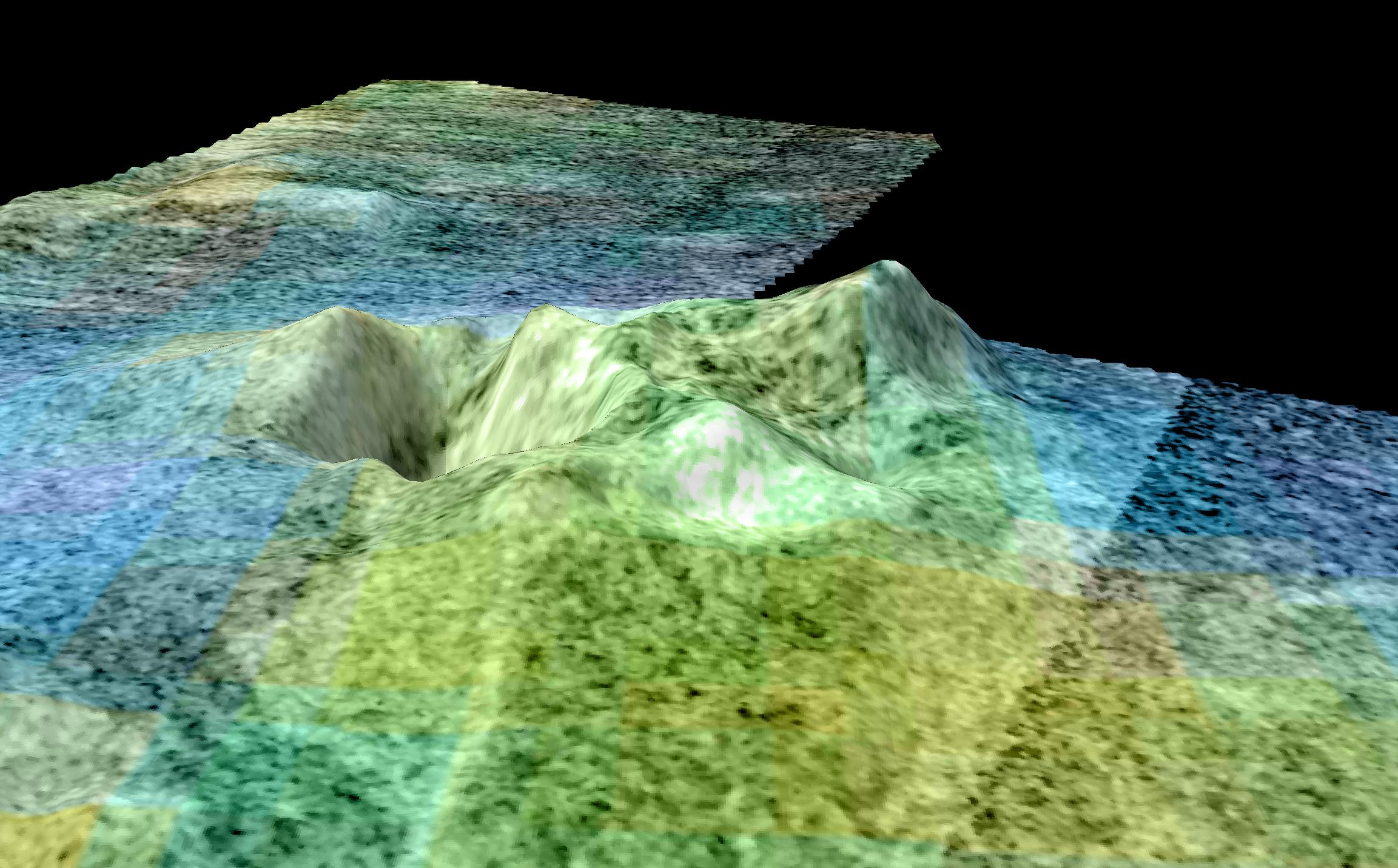
雷达生成的土卫六冰火山“末日山”和“索特拉光斑”视图